# Keszthelyi Sándor (amatőrcsillagász)
Keszthelyi Sándor (Magyarszék, 1952. június 6. –) magyar építész és amatőrcsillagász. A csillagászatban a változócsillagok, a meteorok észlelésével, a szabad szemes jelenségekkel és a csillagászat történetével foglalkozik. Róla nevezte el a Nemzetközi Csillagászati Unió a Sárneczky Krisztián és Kuli Zoltán által felfedezett 318694 Keszthelyi kisbolygót.

## Pályafutása
Tanulmányait 1966 és 1970 között a pécsi Pollack Mihály Építőipari Technikumban, majd 1971-től 1977-ig a Budapesti Műszaki Egyetem Építészmérnöki Karán végezte. 1979-től 1981-ig a budapesti Ybl Miklós Építőipari Műszaki Főiskolán tanult és itt szerzett diplomát. Ezután Gyöngyösön és Pécsváradon dolgozott építészmérnökként. 1988-tól a Janus Pannonius Tudományegyetemen, majd az átszervezés után a Pécsi Tudományegyetem Gazdasági Főigazgatóság Műszaki igazgatóságán ügyvivő szakértőként tevékenykedett.
1967 óta amatőrcsillagászként végez megfigyeléseket (változócsillagok, meteorok, üstökösök, csillagfedések), észlelési adatok gyűjtésével, adatbázisok feldolgozásával (meteorok, változócsillagok, szabad szemes jelenségek). 1969-től tagja a Csillagászat Baráti Körének, melynek 1980-tól 1989-ig elnökségi tagja is volt. 1989-től a Magyar Csillagászati Egyesület alapító tagja, 1989-től 2008-ig elnökségi tagja. A Gyöngyösi Csillagászati Szakkör vezetője 1980-tól 1981-ig, a Pécsi Csillagászati Szakkör vezetője 1982-től 2008-ig, a Magyar Csillagászati Egyesület Pécsi Helyi Csoportjának vezetője 1991-től, az Astra Pécsi Csillagászati Egyesület tagja és elnöke 1994-től. 2023-ban a Vega Csillagászati Egyesület tiszteletbeli elnökének választották (VCSE tisztségviselőinek listája. VCSE. (Hozzáférés: 2024. április 21.)).
A hazai napórák adatgyűjtésével, katalogizálásával, készítésük történetével 1978 óta foglalkozik. A napórák kataszteréről 1983-ban és 1988-ban egy-egy kötete jelent meg nyomtatásban, utóbbi bekerült a Magyar Elektronikus Könyvtárba. A napórás adatgyűjtést azóta is folytatja. Ezt eleinte a TIT Csillagászattörténeti Adatgyűjtő Csoport vezetőségi tagjaként, 1989 óta a Magyar Csillagászati Egyesület Csillagászattörténeti Szakcsoportja tagjaként végzi. A Magyar Csillagászati Egyesület 2002-ben megalakult Napóra Szakcsoportjának alapító tagja és első vezetője. A minden év őszén rendezett országos napórás találkozók szervezője és előadója. A csillagászat magyar nyelvű bibliográfiája adatbázisnak 2003 óta fő szervezője és egyik munkatársa.
Rendkívül jelentős még csillagászattörténeti tevékenysége melyet 1978 óta végez. Kutatója a hazai csillagászattörténetnek, ebben a témában főként a napórák, csillagászati objektumok, emlékhelyek, épületek adatgyűjtését végzi a TIT Csillagászattörténeti Adatgyűjtő Csoport tagja és vezetőségi tagjaként is. A Magyar Csillagászati Egyesület Csillagászattörténeti Szakcsoportjának tagja. Érdekli a régi csillagászati megfigyelések és a hozzájuk kapcsolódó felfedező csillagászok élete is. A Napóra Szakcsoport alapítója és első vezetője 2002 óta. A Magyar Csillagászati Egyesület gondozásában megjelenő "Meteor" című folyóirat csillagászati rovatvezetője 1989 óta, cikkíró, lektor.

## Munkái
- Magyar napóra-katalógus (1983)
- Régi magyarországi Halley-üstökös leírások (1985)
- Látványos és érdekes jelenségek 2050-ig (1987)
- Kulin György könyveinek bibliográfiája (1989)
- Magyarország napórái (1998)[2]
- Régi magyarországi Leonida-záporok (1999)
- Lakits Ferenc csillagász élete (2000)
- Régi magyarországi napórák. Hét régi magyarországi napóra (2002)
- Magyarországi sarki fények katalógusa (2004)
- Régi Vénusz-átvonulások magyar szemmel (2004)
- Kulin György életének főbb eseményei (2005)
- Így készül a Csimabi (2008)
- Szentmártoni Béla életének kronológiája (2009)
- Stein Aurél és az 1907-es teljes napfogyatkozás (2011)
- Magyarországi középkori templomok tájolása (2012)[3]

## Elismerései
- 2005: Kulin György-emlékérem